# Patinaj viteză pe pistă scurtă la Jocurile Olimpice de iarnă din 2018 – ștafetă 5.000 m (masculin)
Proba de patinaj viteză pe pistă scurtă, ștafetă 5.000 m masculin de la Jocurile Olimpice de iarnă din 2018 de la Pyeongchang, Coreea de Sud a avut loc pe 13 și 22 februarie 2018 la Gangneung Ice Arena.

## Program
Orele sunt orele Coreei de Sud (ora României + 7 ore).
| Dată         | Ora         | Rundă      |
| ------------ | ----------- | ---------- |
| 13 februarie | 19:00-21:30 | Calificări |
| 22 februarie | 19:00-21:45 | Finala     |

## Rezultate semifinale
Semifinalele au avut loc pe 13 februarie.
CA – calificată pentru finala A
CB – calificată pentru finala B
PEN – penalizare
| Loc | Semifinală | Țară                       | Sportive                                                                     | Timp     | Note |
| --- | ---------- | -------------------------- | ---------------------------------------------------------------------------- | -------- | ---- |
| 1   | 1          | China                      | Wu Dajing Han Tianyu Ren Ziwei Xu Hongzhi                                    | 6:36,605 | CA   |
| 2   | 1          | Canada                     | Samuel Girard Charles Hamelin Charle Cournoyer Pascal Dion                   | 6:41,042 | CA   |
| 3   | 1          | Kazahstan                  | Denis Nikisha Nurbergen Zhumagaziyev Abzal Azhgaliyev Yerkebulan Shamukhanov | 6:47,727 | CB   |
| 5   | 1          | Olanda                     | Sjinkie Knegt Daan Breeuwsma Itzhak de Laat Dennis Visser                    | 9:99.99  | PEN  |
| 1   | 2          | Coreea de Sud              | Hwang Dae-heon Kim Do-kyoum Kwak Yoon-gy Lim Hyo-jun                         | 6:34.510 | CA   |
| 2   | 2          | Ungaria                    | Shaoang Liu Shaolin Sándor Liu Viktor Knoch Csaba Burján                     | 6:34,866 | CA   |
| 3   | 2          | Statele Unite ale Americii | J. R. Celski John-Henry Krueger Thomas Hong Aaron Tran                       | 6:36,867 | CB   |
| 4   | 2          | Japonia                    | Keita Watanabe Ryosuke Sakazume Kazuki Yoshinaga Hiroki Yokoyama             | 6:42,655 | CB   |

## Rezultate Finală

### Finala B
| Loc | Țară                       | Sportivi                                                                     | Timp     | Note |
| --- | -------------------------- | ---------------------------------------------------------------------------- | -------- | ---- |
| 5   | Statele Unite ale Americii | J. R. Celski John-Henry Krueger Thomas Hong Aaron Tran                       | 6:52,708 |      |
| 6   | Kazahstan                  | Denis Nikisha Nurbergen Zhumagaziyev Abzal Azhgaliyev Yerkebulan Shamukhanov | 6:52,791 |      |
| 7   | Japonia                    | Keita Watanabe Ryosuke Sakazume Kazuki Yoshinaga Hiroki Yokoyama             | 7:02,554 |      |

### Finala A
Finala a avut loc pe 22 februarie.
| Loc | Țară          | Sportivi                                                   | Timp     | Note |
| --- | ------------- | ---------------------------------------------------------- | -------- | ---- |
| 1   | Ungaria       | Shaoang Liu Shaolin Sándor Liu Viktor Knoch Csaba Burján   | 6:31,971 |      |
| 2   | China         | Wu Dajing Han Tianyu Xu Hongzhi Chen Dequan                | 6:32,035 |      |
| 3   | Canada        | Samuel Girard Charles Hamelin Charle Cournoyer Pascal Dion | 6:32,282 |      |
| 4   | Coreea de Sud | Seo Yi-ra Kim Do-kyoum Kwak Yoon-gy Lim Hyo-jun            | 6:42,118 |      |